# Маккензи, Жаклин
Жакли́н Сью́зен Макке́нзи (англ. Jacqueline Susan McKenzie; род. 24 октября 1967) — австралийская актриса.

## Биография
Жаклин Сьюзен Маккензи родилась 24-го октября 1967 года в Сиднее, в Австралии. Жаклин Маккензи окончила престижнейший Национальный институт драматического искусства в Сиднее, в котором в разное время обучались такие звезды, как Мел Гибсон, Джуди Дэвис, Кейт Бланшетт и Джеффри Раш. Дебют Жаклин в кино и в театре состоялся почти одновременно, в 1987 году. В кино это был фильм «Wordplay (Игра слов)», в театре — постановка Театра Гриффин «Child Dancing (Детский танец)».
Огромный резонанс вызвала её роль в фильме «Бритоголовые (Скины)» (1992), где партнёром Жаклин был актёр Рассел Кроу. После этой картины Жаклин Маккензи стали называть самой многообещающей актрисой Австралии. На протяжении следующих трех лет Жаклин сыграла шесть ролей и завоевала четыре премии австралийских кинокритиков. Сначала, за роли в фильме «This Won’t Hurt a Bit» и в сериале «Stark» она получила две награды «Australian Film Institute Award» в 1993-м году. Затем, в 1994 году, Жаклин сыграла две роли в телефильме «The Battlers» и в кинофильме «Traps». А в 1995 году, за роль в телефильме «Halifax f.p: Lies of the Mind» она получила награду «Best Actress in a Television Drama» и за роль в кинокартине «Angel Baby» Жаклин Маккензи выиграла премию «Best Actress in a Leading Role». В 1999 году Жаклин снялась в американском фильме «Глубокое синее море» и получила американскую «Green Card» как перспективная персона с неординарными способностями. С тех пор Жаклин Маккензи снималась в американском кино и на телевидении. Самой запоминающейся была её главная роль в телесериале «The 4400», где она снималась с 2004-го по 2007 год. В 2010 году сыграла небольшую роль в сериале «Гавайи 5.0».
Жаклин является не только прекрасной актрисой, но и неплохой певицей. В 2007 году она записала около шести песен, которые были использованы в заключительном сезоне сериала «The 4400» в качестве саундтрека.

## Личная жизнь
Маккензи родила дочь в июне 2009 года.

## Избранная фильмография
| Год       |   | Русское название      | Оригинальное название | Роль             |
| --------- | - | --------------------- | --------------------- | ---------------- |
| 2012      | с | Отчаянные домохозяйки | Desperate Housewives  | Александра       |
| 2018      | с | Бритоголовые          | Romper Stomper        | Габриэль Джордан |
| 2019—2020 | с | Цветение              | Bloom                 | Энн Картер       |